# Микаэли, Мик
Мик Микаэли (швед. Mic Michaeli, настоящее имя Гуннар Матиас Микаэли, швед. Gunnar Mathias Michaeli; 11 ноября 1962, Уппландс Весбю, Швеция) — шведский музыкант и композитор. Наиболее известен как клавишник шведской рок-группы Europe. Как и многие другие члены «Европы», он вырос в стокгольмском пригороде Уппландс Весбю.

## Карьера
Он присоединился к группе для участия в туре Wings of Tomorrow в 1984 году, заменив вокалиста Джоуи Темпеста за клавишными.
Михаэли выступил соавтором нескольких песен группы Europe; самая знаменитая из них баллада «Carrie» с альбома The Final Countdown, написанная в соавторстве с Темпестом, и ставшая наиболее значительным хитом группы в США, достигнув 3-го места на чарте Billboard Hot 100.
После того как группа прекратила деятельность в 1992 году, Микаэли записывался и гастролировал с такими группами, как Brazen Abbot, Last Autumn’s Dream и вокалистом Гленном Хьюзом. Он также стал соавтором трёх песен на третьем сольном альбоме Joey Tempest, который был выпущен в 2002 году.

## Личная жизнь
В 1989 году Михаэли женился на Мии Хертлер. Они развелись в 2001 году после 12 лет брака.
Микаэли в настоящее время живёт в Стокгольме. У него трое детей: сын Маркус, и дочери Моа и Матильда. Он не имеет страниц в социальных медиа, кроме официальных страниц группы, перечисленных на их сайте.

## Дискография
Europe
- The Final Countdown (1986)
- Out of This World (1988)
- Prisoners in Paradise (1991)
- Start from the Dark (2004)
- Secret Society (2006)
- Last Look at Eden (2009)
- Bag of Bones (2012)
- War of Kings (2015)
- Walk the Earth (2017)

Другие исполнители
- Тоне Норум — One of a Kind (1986)
- Гленн Хьюз — From Now On... (1994)
- Гленн Хьюз — Burning Japan Live (1994)
- Brazen Abbot — Live and Learn (1995)
- Brazen Abbot — Eye of the Storm (1996)
- Brains Beat Beauty — First Came Moses, Now This… (1997)
- Brazen Abbot — Bad Religion (1997)
- Thore Skogman — Än Är Det Drag (1998)
- Николо Коцев — Nikolo Kotzev's Nostradamus (2001)
- Brazen Abbot — Guilty as Sin (2003)
- Last Autumn's Dream — Last Autumn’s Dream (2003)
- Bosses Vänner — Läget? (2007)
- Джон Норум — Play Yard Blues (2010)